# Теодул I
Теодул (на гръцки: Θεόδουλος, Теодулос) е византийски духовник, охридски архиепископ през 1056-1065 година.

## Биография
Теодул е роден в град Тетрапол (днес Коня) в Мала Азия. Преди да заеме архиепископския трон в Охрид, е игумен на манастира „Свети Мокий“ в Константинопол. Заема охридската катедра след смъртта на Лъв I през 1056 година с помощта на императрица Теодора. Като архиепископ, заедно с Йоан Анджо, вероятно местен болярин, построява в Охрид „горната велика църква“, за която се предполага, че е днешната „Света Богородица Челница“. Теодул умира през 1065 година.